# امیلی لسور
امیلی لسور (انگلیسی: Emily LeSueur؛ زادهٔ ۷ نوامبر ۱۹۷۲) شناگر شنای موزون اهل ایالات متحده آمریکا بود.
وی در مسابقات کشوری و بین‌المللی در مجموع برندهٔ ۱ مدال طلا شده‌است.